# Arena di Arles

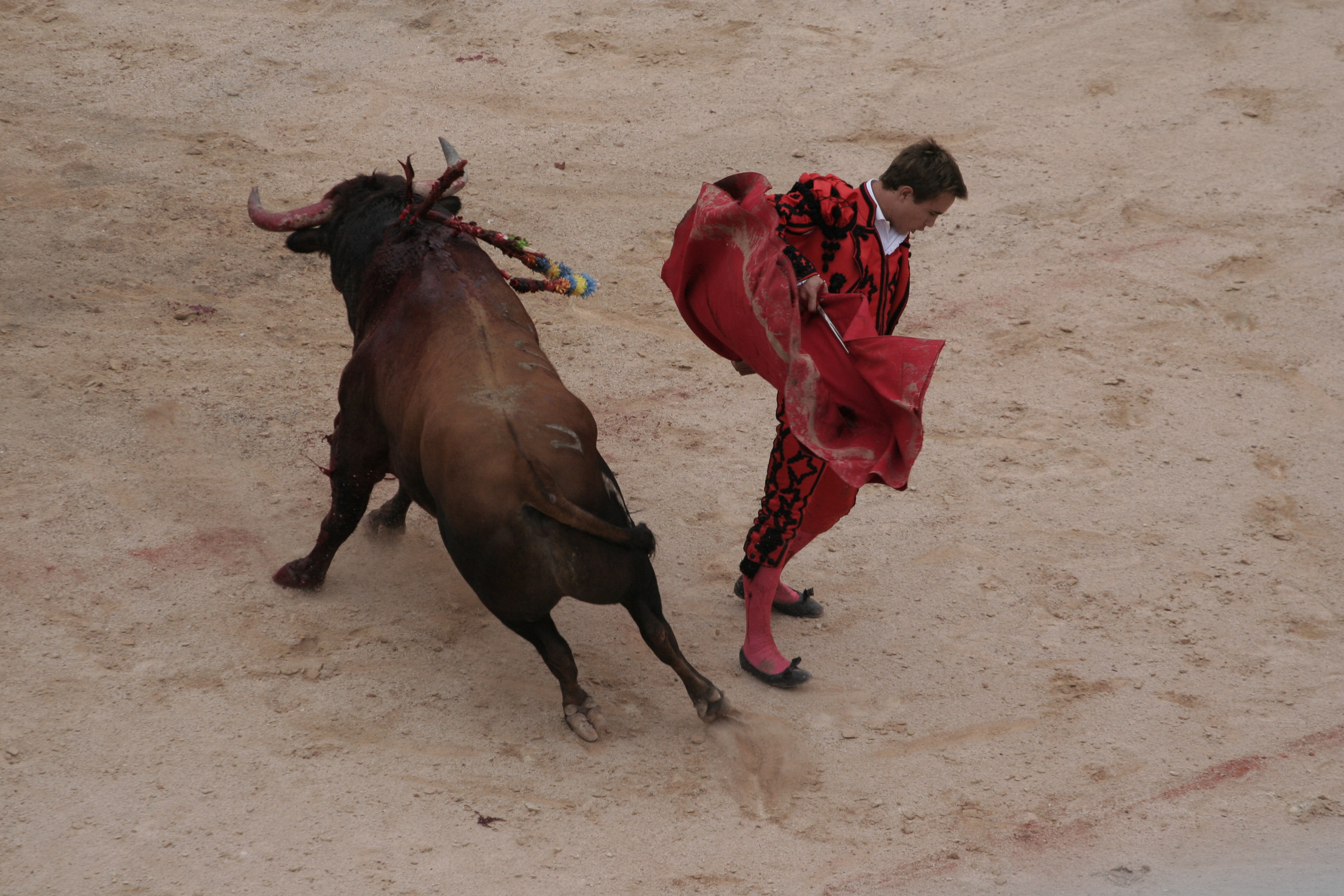
Una corrida all'arena di Arles

L'arena di Arles  (in francese: Arènes d'Arles) o anfiteatro romano di Arles è uno storico edificio romano della città di Arles, in Francia.
Costruito tra il 90 e il 100 d.C., è il più grande anfiteatro romano della Gallia, nonché di uno dei monumenti romani meglio conservati della Provenza ed è spesso considerato come la più antica plaza de toros del mondo.

## Descrizione
L'arena di Arles si trova lungo il Rond-Pont des Arènes, poco a nord del teatro romano, e presenta due ordini di archi (circa 60), sorretti da colonne doriche e corinzie.
Utilizzata per corride e altri spettacoli, attualmente può contenere 12.000 spettatori, mentre in epoca romana ne poteva ospitare fino a circa 20.000.

## Storia
Nel corso del Medioevo, l'edificio fu dotato di due torri, diventando una vera e propria cittadella fortificata abitata. Nel XIX secolo l'edificio si "spopolò" e fu utilizzato per gli spettacoli di tauromachia.
L'anfiteatro fu appositamente restaurato e consolidato dall'architetto Jean Camille Formigé nel 1908-1911, e da suo figlio Jules.

## L'Arena di Arles nell'arte
L'arena di Arles è raffigurata nel dipinto di Vincent van Gogh Spettatori nell'arena.

## Galleria d'immagini

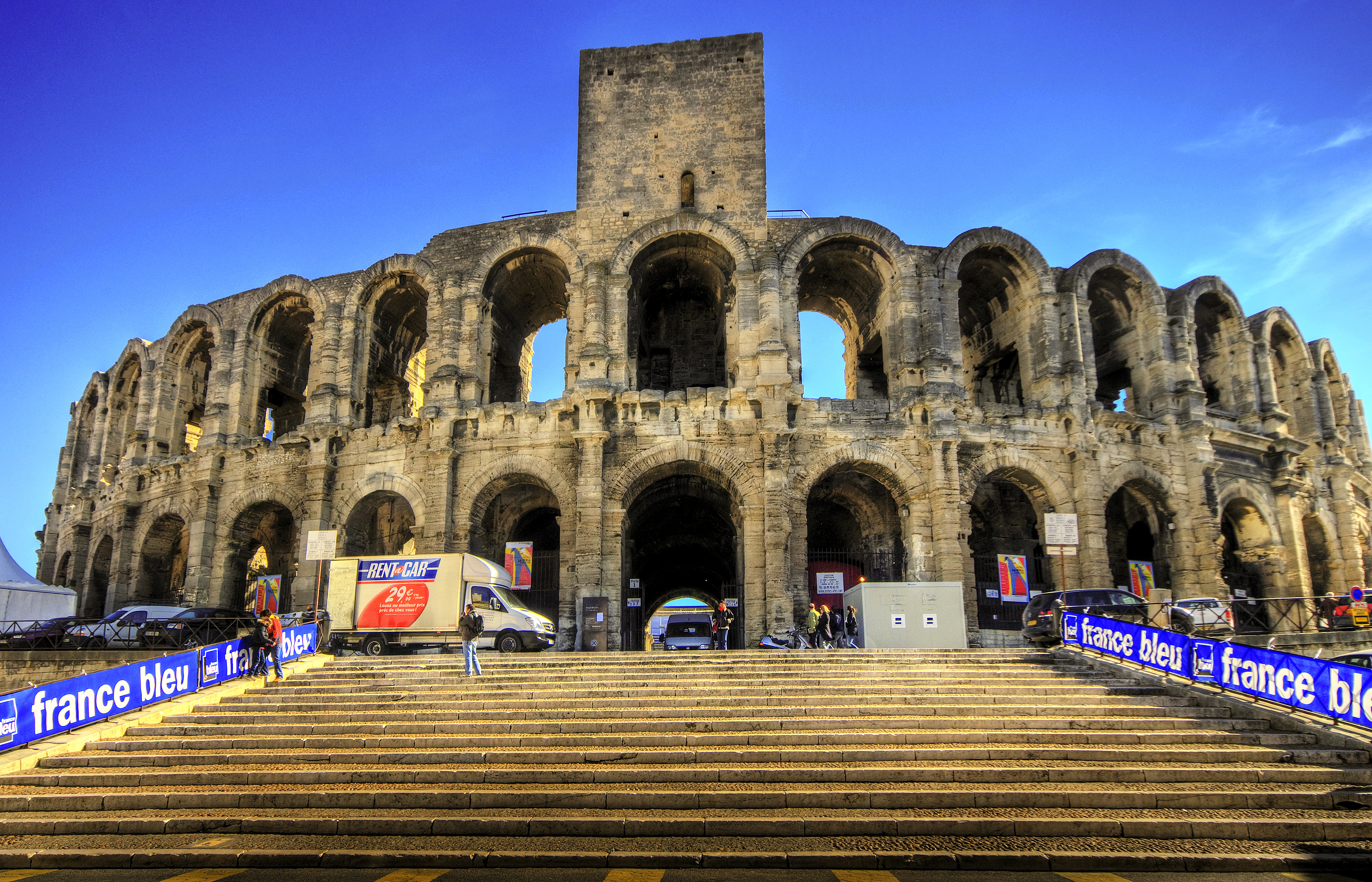
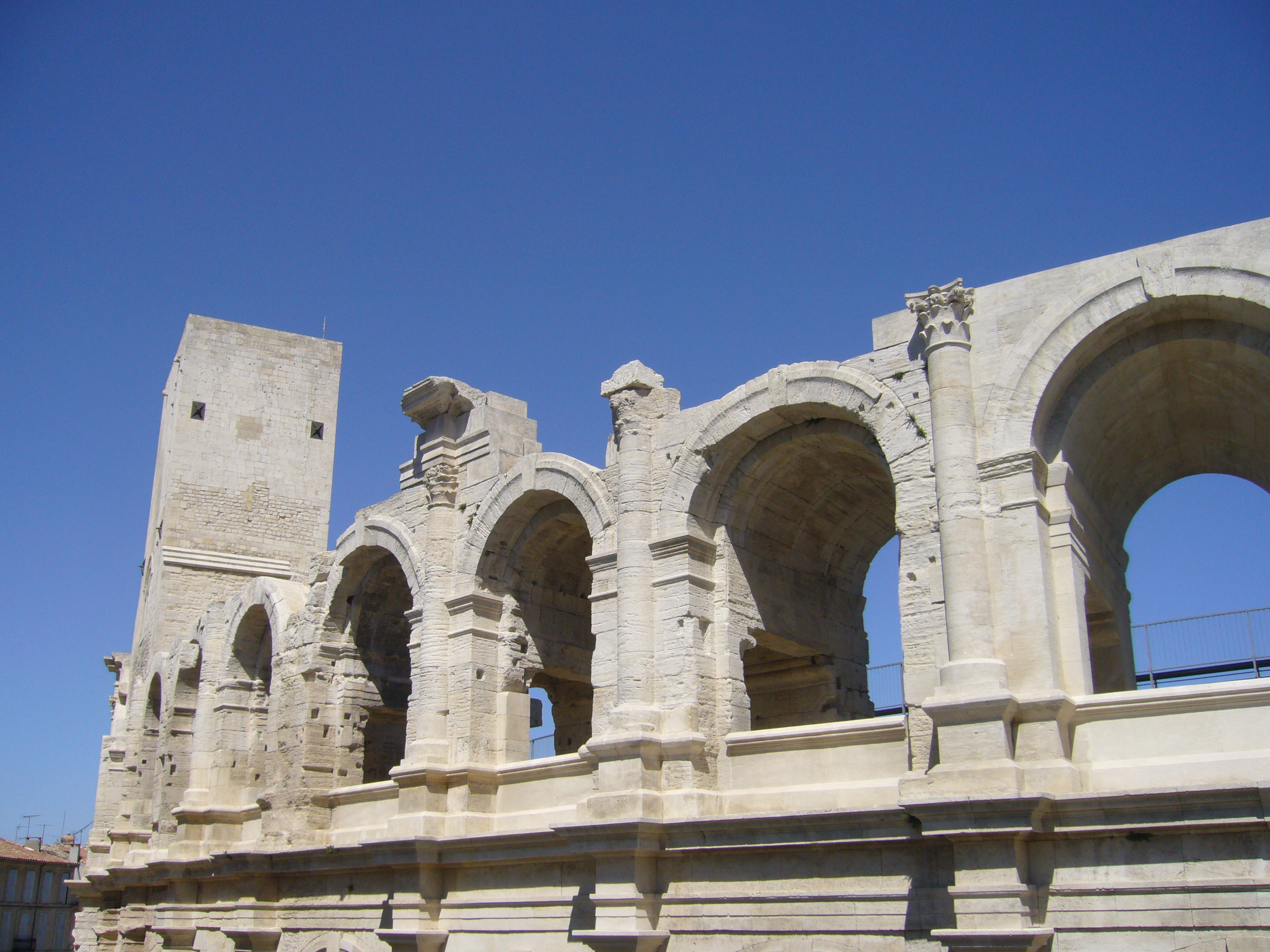
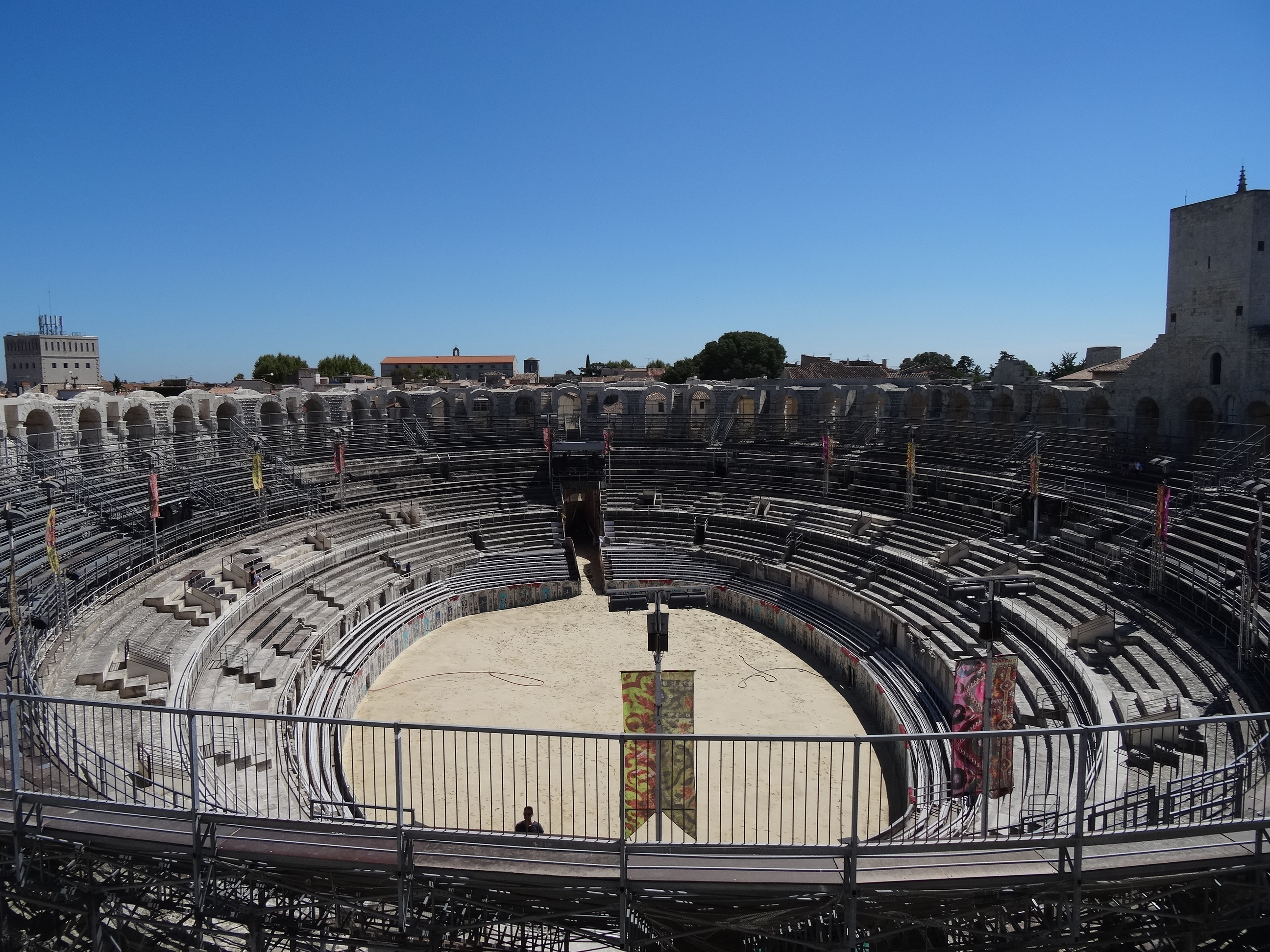
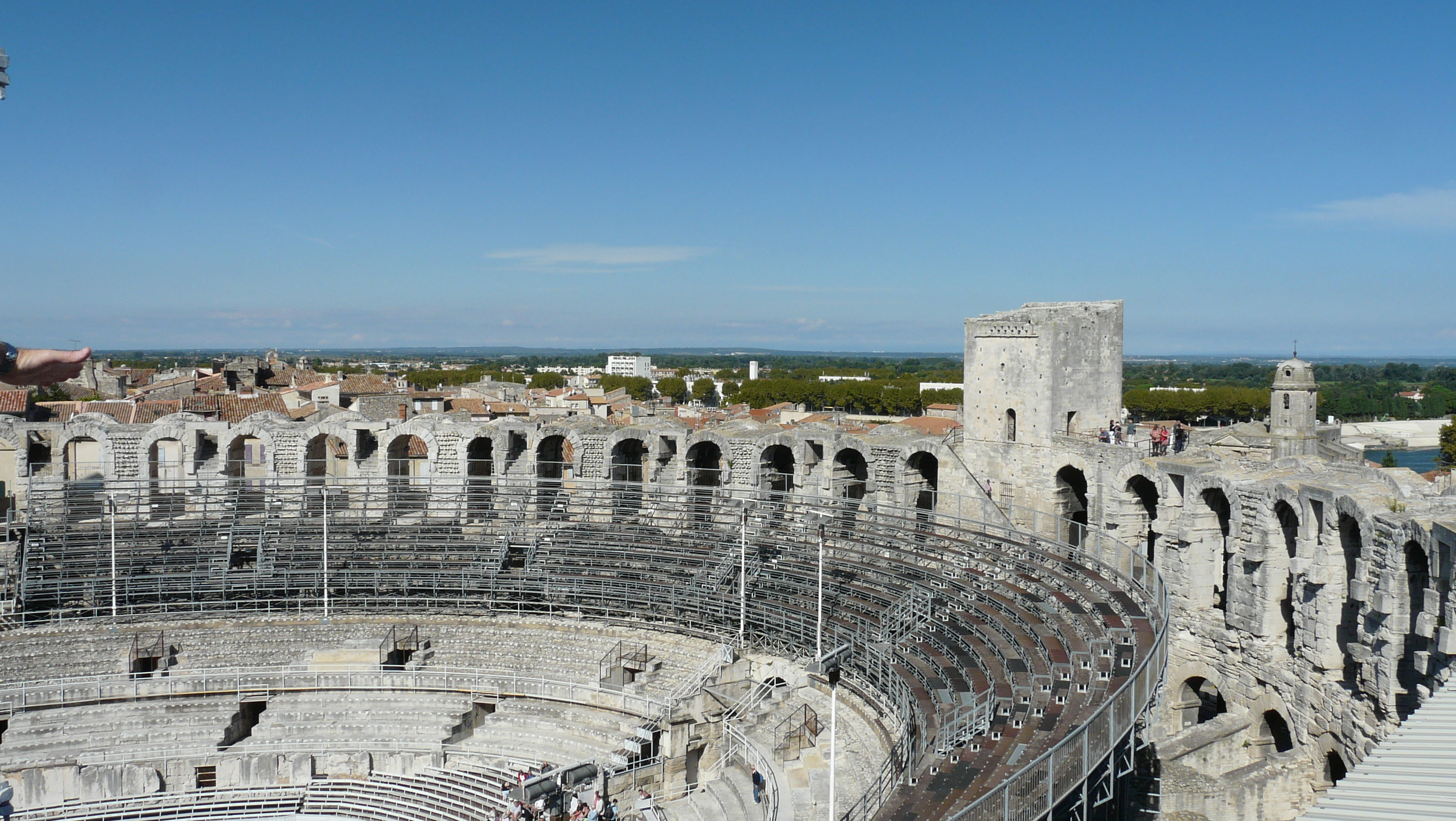
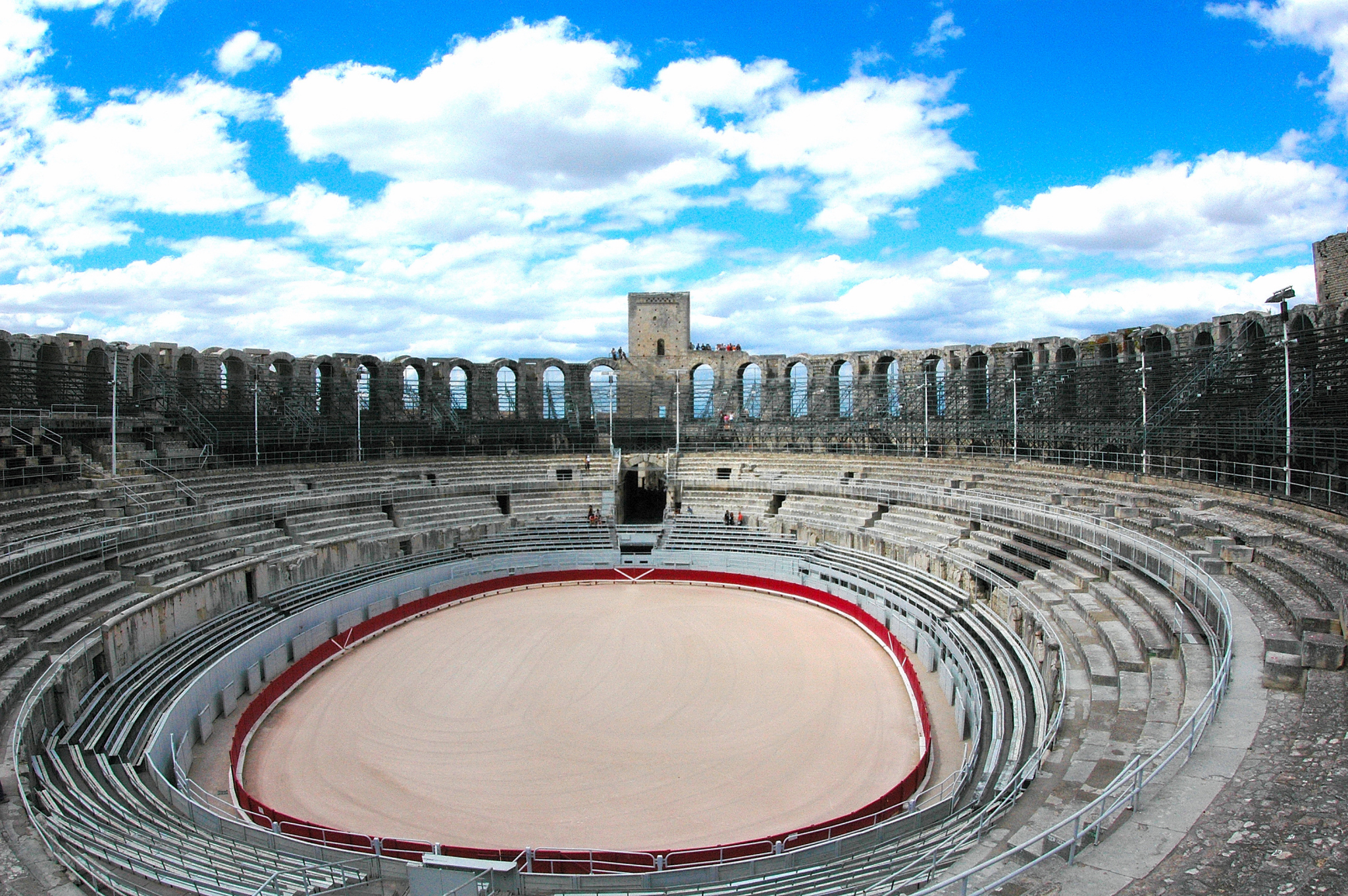